# Stazione spaziale K9
Stazione spaziale K9 (nell'originale russo Небо зовет) è un film di fantascienza del 1959, diretto da Aleksandr Kozyr e Michail Karyukov. È considerato il primo grande film di fantascienza russo dopo Aėlita (1924).

## Trama
Durante la sfida fra Russia e Stati Uniti d'America per la conquista dello spazio, nell'ambito di una missione diretta verso Marte, una navicella statunitense si trova in pericolo e l'equipaggio viene tratto in salvo dai rivali russi, anche loro diretti su Marte.

## Distribuzione
Il film è stato distribuito in Unione Sovietica il 12 settembre 1959; in Ungheria il 18 febbraio 1960 con il titolo Fantasztikus utazás; in Germania Est il 5 agosto 1960 con il titolo Der Himmel ruft; in Giappone il 4 ottobre 1960.
Il film è stato acquistato nel 1962 da Roger Corman, che lo fece rieditare sotto la regia di Francis Ford Coppola, il quale ne rifece il montaggio aggiungendo materiale d'archivio. Venne così distribuito negli Stati Uniti con il titolo Battle Beyond the Sun. Nella versione statunitense la durata è minore dell'originale, 64 minuti circa.
In Spagna è stato distribuito con il titolo Batalla más allá del sol, mentre nei manifesti italiani il film figura anche con il titolo Gagarin - U.R.S.S., Stazione spaziale K9. Il film è inoltre conosciuto anche con i titoli internazionali di The Heavens Call e The Sky Calls.

## Critica
(Fantafilm)